# Batalla de Piedra Pisada

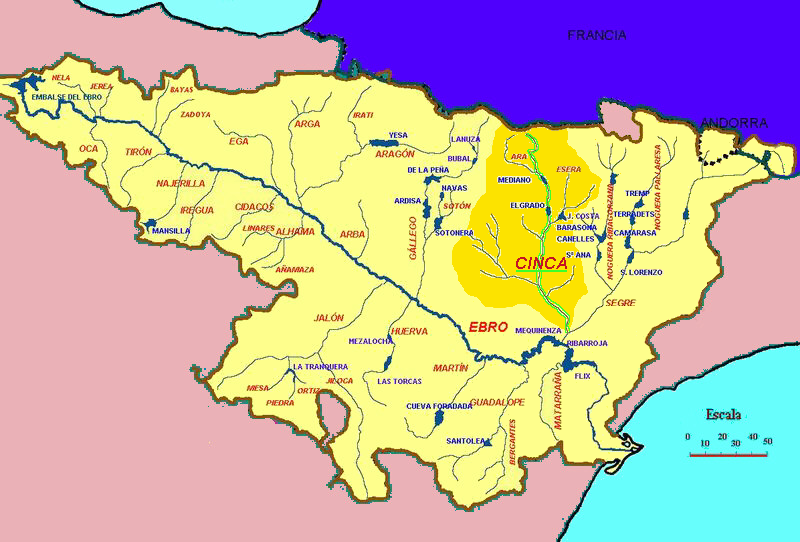
El curso del Cinca, mostrando El Grado, unos kilómetros aguas abajo de la batalla.

El 25 de diciembre de 1084, en la batalla de Piedra Pisada, la taifa de Zaragoza se enfrentó y probablemente derrotó al reino de Aragón al sur de la ruta de Naval a El Grado. La batalla fue un enfrentamiento menor de la Reconquista de Aragón, proceso por el que las poblaciones cristianas de los valles al sur de los Pirineos fueron gradualmente conquistando los territorios musulmanes al sur. El gobernante de Aragón, que dirigió personalmente a sus hombres en la batalla en Piedra Pisada, Sancho Ramírez, era también rey de Pamplona y fue una figura importante en la Hispania del periodo.
La batalla sólo se narra en dos fuentes más tardías: las versiones aragonesa y latina de la Crónica de San Juan de la Peña. La primera dice que «en el año de nuestro Señor 1083 [Sancho Ramírez] batalló en Piedra-pissada con los moros el día de Navidad». La traducción latina lee: «Y [Sancho] hizo batalla ante Petram Pisadam con los moros, el día de la Natividad en el año de nuestro Señor 1084». Los dos textos difieren en el año y no especifican el ganador del enfrentamiento. La ubicación de Petra Pisata se identificó durante mucho con Piedratajada, pero es improbable lingüísticamente. En un documento casi contemporáneo de la batalla, Pedro I de Aragón y Pamplona, el hijo y sucesor de Sancho, enumeró las parroquias cuyo diezmos pertenecían a la iglesia de Santa María de Alquézar en orden geográfico de este a oeste, situando Petra Pisata entre Naval y Salinas de Hoz. Un documento falsificado de finales del siglo XII o del siglo XIII y datado falsamente de octubre de 1099 lista las mismas parroquias tributarias a Alquézar, en una manera menos ordenada e indicando Petra Piza. En el siglo XIII, el nombre del sitio había degenerado a Pisa, que se identifica con el coto redondo de Pisa, un grupo de granjas al sur de Naval.
La Reconquista de las actuales comarcas de Bajo Cinca, Cinca Medio, Ribagorza, Sobrarbe y Somontano de Barbastro siguió dos rutas antiguas, probablemente de origen romano. Una seguía el río Ésera a través de la ciudad de Graus hacia el sur hasta Monzón y tramo bajo del río Cinca. Al este del Cinca, la otra ruta conectaba Boltaña y Barbastro. La expansión cristiana en esos ejes fue rápida. Para 1049 Perarrúa era la posición más adelantada en el Ésera, en manos de un don Suniero, y para 1062 Laguarres era la posición más adelantada en el Isábena. Ambas se encontraban frente a Graus, infructuosamente asediado por los cristianos en 1055 y de nuevo en 1063 con resultados desastrosos, cayendo finalmente el 14 de abril de 1083. Para 1083 todas las  tierras al norte de la sierra de Estada estaban en manos aragonesas. Al otro lado del Cinca la ciudad de Castejón de Sobrarbe cayó en 1057 y Abizanda en 1059, pero el progreso era más lento. Naval, esencial para la defensa de Barbastro (brevemente ocupada en 1063–64), y Arguedas no fueron tomados hasta 1084, y poco después perdidos frente a los musulmanes durante una década.
Dado que Piedra Pisada (Pisa) se encuentra al sur de la carretera de Naval, el ejército aragonés tuvo que rodear una fortificación enemigo para luchar a no ser que Naval hubiera sido tomada previamente. Es más probable por tanto que la fecha de 1084 de la crónica latina sea la correcta. La pérdida de Naval era una amenaza para Barbastro, por lo que probablemente las fuerzas de la taifa fueran enviadas a recuperarla como muy tarde en 1084 y que fuera dicho contraataque musulmán el que encaró Sancho Ramírez. Dada la omisión del resultado de la batalla en las crónicas, ambas cristianas, y dado que Naval parece haber sido perdida poco después de su reconquista, el escenario más probable parece que la batalla fuera una derrota de Sancho Ramírez.
Tras la derrota en Piedra Pisada, en 1085 Sancho invistió a su hijo Pedro como rey de Ribagorza bajo suzeranía aragonesa para reforzar la frontera oriental. Estada fue conquistada en julio de 1087 y Monzón con la ayuda de algunos desertores musulmanes en 1089. Pedro aceptó la rendición de la guarnición del castillo de Naval y en octubre de 1099 llegó a un acuerdo con sus pobladores cristianos.